# Carex ungavensis
Carex ungavensis är en halvgräsart som beskrevs av Ernest Lepage. Carex ungavensis ingår i släktet starrar, och familjen halvgräs. Inga underarter finns listade i Catalogue of Life.